# You Don't Know
Singles par Eminem
Smack That
(2006) Jimmy Crack Corn
(2007)
Singles par 50 Cent
Hands Up
(2006) Jimmy Crack Corn
(2007)
Singles par Lloyd Banks
Hands Up
(2006) Help
(2006)
Singles par Ca$his
Pistol Poppin
(2007)
You Don't Know est le premier single de la mixtape d'Eminem, Eminem Presents: The Re-Up. Y figurent Eminem, 50 Cent, Lloyd Banks et Ca$his, nouvel artiste du label Shady Records. Le single montre la relation entre les groupes G-Unit  et D12.

## Clip
Le clip est apparu sur Sucker Free sur MTV, et 106 & Park de BET le 7 novembre 2006. La vidéo atteint la première place du Total Request Live de MTV. Tony Yayo, The Alchemist, Young Buck, D12, Bobby Creekwater, Obie Trice, Mobb Deep, Trick Trick et Stat Quo apparaissent dans ce clip. Obie Trice est apparu également comme un coordonnateur d'hélicoptère portant Lloyd Banks.
La vidéo tourne autour du rhème de la prison et représente chacun des quatre artistes comme des criminels fortement dangereux. Chacun des quatre portent des tenues de prison. Ils sont couverts de chaînes et sont transportés dans des véhicules séparés vers une arène fortement gardée. 50 Cent est transporté dans un avion-prison avec une sécurité maximum, Ca$his est dans un train, Lloyd Banks dans un hélicoptère et Eminem est transporté dans un camion de transfert.
Ce clip fait référence à des films tels que Le Silence des agneaux notamment lorsqu'Eminem est retenu dans un chariot avec une muselière semblable à celle de Hannibal Lecter. Eminem imite également le mouvement de lèchement de lèvres à Jodie Foster quand, au début de la vidéo, un agent féminin du FBI, qui ressemble au personnage de Clarice Starling dans Le Silence des agneaux, rend visite à Eminem dans sa cellule.

## Position dans lescharts
- Si vous ne connaissez pas le sujet, laissez ce bandeau (vous pouvez alors contacter les auteurs).
- Si vous supprimez le contenu mis en cause (vous pouvez préalablement contacter les auteurs),

argumentez précisément cette suppression dans la page de discussion
(un manque de référence n'est pas un argument ; une recherche réelle de référence doit avoir été effectuée, être formellement documentée).
"You Don't Know" est sortie au Royaume-Uni le 11 décembre 2006 et le single a contenu un sticker libre. En raison de sticker contenu dans le single, il ne pouvait entrer dans le chart au Royaume-Uni. C'était dû aux règles de chart qui dit que le single qui contient un sticker ne peut pas entrer dans le chart. Ceci a signifié que "You Don't Know" était le deuxième single d’Eminem qui n'a pas pu entrer le chart. Cependant, en 2007, les règles du chart sont changées et donc You Don't Know pouvait entrer le chart.
You Don't Know était numéro 1 dans la section du hip-hop/rap, et sixième sur toutes les chansons de l'iTunes Store. Il a commencé à #12 sur Billboard Hot 100, devenant le début succès  sur ce chart pour Ca$his; (You Don't Know  est son premier numéro sur ce chart). 
La chanson est comportée dans le film du WWE : Les Condamnés.

## Pistes
| No | Titre                                                                    | Auteur                                                 | Producteur(s)      | Durée |
| -- | ------------------------------------------------------------------------ | ------------------------------------------------------ | ------------------ | ----- |
| 1. | You Don't Know (interprétée par Eminem, 50 Cent, Lloyd Banks and Cashis) | M. Mathers, C. Jackson, C. Lloyd, R. Johnson, L. Resto | Eminem, Luis Resto | 4:17  |
| 2. | Get Low (interprété par Stat Quo)                                        | A. Young, D. Parker, M. Elizondo, S. Benton            | Dr. Dre            | 3:19  |

## Classements
| Classements                                  | position |
| -------------------------------------------- | -------- |
| Royaume-Uni - UK Singles Chart               | 32       |
| États-Unis - Billboard Hot 100               | 12       |
| États-Unis - Billboard Hot R&B/Hip-Hop Songs | 87       |
| États-Unis - Billboard Pop 100               | 16       |
| Irlande                                      | 5        |

Lors de sa sortie, You Don't Know avait réalisé des ventes suffisantes pour entrer dans le Top 10, toutefois un autocollant promotionnel accompagné avec le single viole les règles de chart, qui déclarent qu'un single ne doit pas contenir d'autocollants promotionnels. En 2007, les nouvelles règles de chart ont permis l'entrée de You Don't Know pour les téléchargements bien que les ventes étaient relativement basses puisque c'était plusieurs semaines après sa sortie officielle, et a atteint #32.

## Remix
Un remix du DJ Noodles a été sorti dans la mixtape de DJ Whoo Kid et DJ Noodles Welcome to Shadyville.